# Digny
Digny és un municipi francès, situat al departament de l'Eure i Loir i a la regió de Centre – Vall del Loira. L'any 2007 tenia 954 habitants.

## Demografia

### Població
El 2007 la població de fet de Digny era de 954 persones. Hi havia 358 famílies, de les quals 78 eren unipersonals (39 homes vivint sols i 39 dones vivint soles), 114 parelles sense fills, 142 parelles amb fills i 24 famílies monoparentals amb fills.
La població ha evolucionat segons el següent gràfic:
Habitants censats

### Habitatges
El 2007 hi havia 450 habitatges, 368 eren l'habitatge principal de la família, 58 eren segones residències i 24 estaven desocupats. 423 eren cases i 26 eren apartaments. Dels 368 habitatges principals, 284 estaven ocupats pels seus propietaris, 73 estaven llogats i ocupats pels llogaters i 11 estaven cedits a títol gratuït; 2 tenien una cambra, 18 en tenien dues, 60 en tenien tres, 107 en tenien quatre i 180 en tenien cinc o més. 240 habitatges disposaven pel capbaix d'una plaça de pàrquing. A 136 habitatges hi havia un automòbil i a 205 n'hi havia dos o més.

### Piràmide de població
La piràmide de població per edats i sexe el 2009 era:
| Homes | Edats   | Dones |
| ----- | ------- | ----- |
| 0     | 95 o +  | 0     |
| 0     | 90 a 94 | 8     |
| 0     | 85 a 89 | 8     |
| 8     | 80 a 84 | 4     |
| 24    | 75 a 79 | 8     |
| 16    | 70 a 74 | 12    |
| 24    | 65 a 69 | 28    |
| 20    | 60 a 64 | 24    |
| 20    | 55 a 59 | 12    |
| 12    | 50 a 54 | 24    |
| 24    | 45 a 49 | 20    |
| 20    | 40 a 44 | 28    |
| 40    | 35 a 39 | 40    |
| 48    | 30 a 34 | 32    |
| 36    | 25 a 29 | 36    |
| 16    | 20 a 24 | 24    |
| 16    | 15 a 19 | 20    |
| 20    | 10 a 14 | 32    |
| 28    | 5 a 9   | 40    |
| 24    | 0 a 4   | 44    |

## Economia
El 2007 la població en edat de treballar era de 608 persones, 449 eren actives i 159 eren inactives. De les 449 persones actives 402 estaven ocupades (219 homes i 183 dones) i 48 estaven aturades (22 homes i 26 dones). De les 159 persones inactives 60 estaven jubilades, 49 estaven estudiant i 50 estaven classificades com a «altres inactius».

### Ingressos
El 2009 a Digny hi havia 384 unitats fiscals que integraven 996 persones, la mediana anual d'ingressos fiscals per persona era de 17.179 €.

### Activitats econòmiques
Dels 42 establiments que hi havia el 2007, 3 eren d'empreses alimentàries, 4 d'empreses de fabricació d'altres productes industrials, 8 d'empreses de construcció, 7 d'empreses de comerç i reparació d'automòbils, 2 d'empreses de transport, 2 d'empreses d'hostatgeria i restauració, 2 d'empreses financeres, 3 d'empreses immobiliàries, 6 d'empreses de serveis i 5 d'empreses classificades com a «altres activitats de serveis».
Dels 12 establiments de servei als particulars que hi havia el 2009, 1 era una oficina de correu, 1 taller de reparació d'automòbils i de material agrícola, 3 paletes, 1 guixaire pintor, 2 fusteries, 1 lampisteria, 1 perruqueria, 1 restaurant i 1 agència immobiliària.
Dels 2 establiments comercials que hi havia el 2009, 1 era una botiga de menys de 120 m² i 1 una peixateria.
L'any 2000 a Digny hi havia 33 explotacions agrícoles que ocupaven un total de 3.475 hectàrees.

## Equipaments sanitaris i escolars
El 2009 hi havia una escola elemental.

## Poblacions més properes
El següent diagrama mostra les poblacions més properes.